# Andrzej Boroń

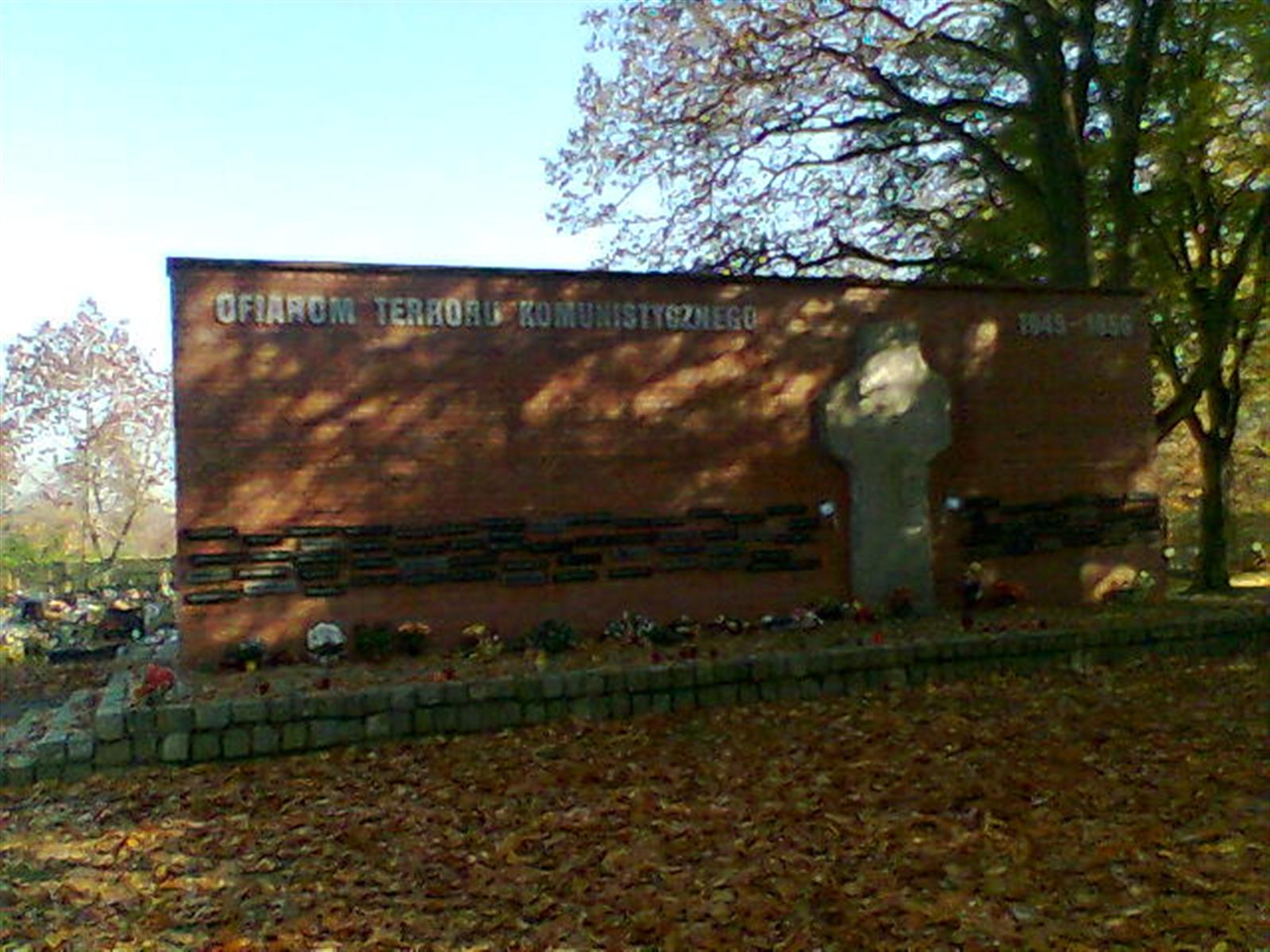
Ściana Pamięci poświęcona Ofiarom Terroru Komunistycznego 1945-56, Cmentarz Osobowicki

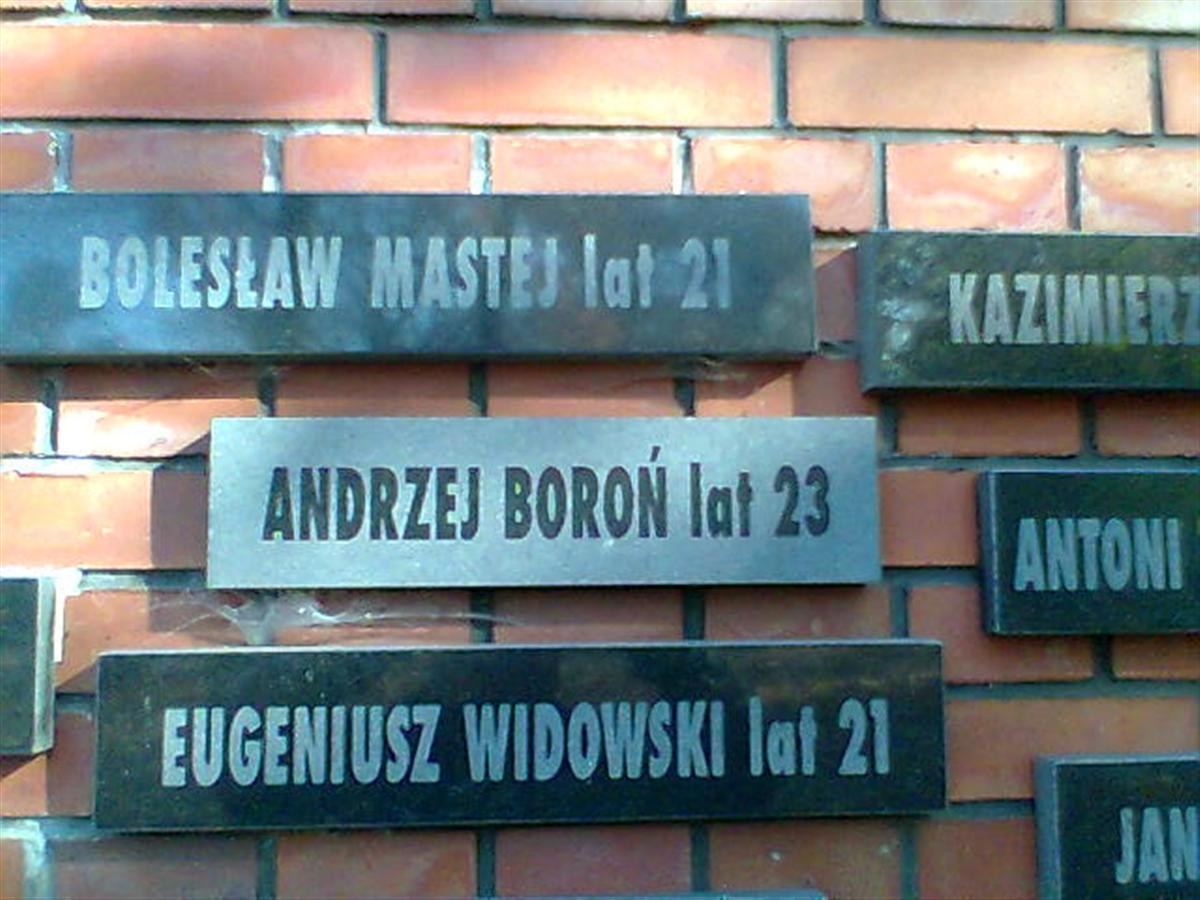

Andrzej Boroń (ur. 6 sierpnia 1926 r. w Kołomyi, zm. 21 września 1949 r. we Wrocławiu) – działacz antykomunistyczny, polski osadnik wojskowy na Ziemiach Odzyskanych, właściciel gospodarstwa ogrodniczego „Tanza” na podwrocławskim Muchoborze Wielkim.
Był bratem Jerzego Boronia, najmłodszym z czworga dzieci Stanisława Boronia, wieloletniego dyrektora Państwowego Gimnazjum Męskiego nr 5 im. Kazimierza Jagiellończyka w Kołomyi (zamordowanego w 1943 r. w obozie koncentracyjnym na Majdanku) i Jadwigi z Czaykowskich (polskiej Ormianki blisko spokrewnionej z Michałem Czajkowskim).
Absolwent Centralnej Szkoły Podchorążych w Riazaniu. Zdemobilizowany w 1946 r. porucznik Ludowego Wojska Polskiego. W 1947 r. Andrzej Boroń wziął udział w akcji odbicia więźniów, przeprowadzonej w okolicach Psiego Pola. Ponadto przeprowadził kilka akcji, mających na celu zdobycie funduszy na działalność konspiracyjną. Ujęty  we Wrocławiu, w piwnicy budynku przy ul.M.Skłodowskiej-Curie, wraz z Kazimierzem Oskierką, 30 lipca 1949 r. Skazany na karę śmierci, utratę praw publicznych i obywatelskich praw honorowych na zawsze oraz przepadek całego mienia, wyłącznie za rzekome przestępstwa kryminalne, jako jeden „z najniebezpieczniejszych przestępców” powojennego Wrocławia, przez Wojskowy Sąd Rejonowy we Wrocławiu 
(w trybie postępowania przyśpieszonego), pod przewodnictwem mjra Edwarda Jęczmyka (30 orzeczonych wyroków śmierci).
Prezydent Rzeczypospolitej Polskiej, Bolesław Bierut, decyzją z dnia 29 sierpnia 1949 r., nie skorzystał z prawa łaski.
Andrzej Boroń został rozstrzelany przez pluton egzekucyjny 21 września 1949 r. o godz. 19:00, w piwnicy wrocławskiego więzienia przy ul. Kleczkowskiej, a następnie pochowany na Cmentarzu Osobowickim we Wrocławiu w miejscu określanym obecnie, jako kwatera bezimiennych ofiar.

## Odznaczenia
- 1946 – Medal Zwycięstwa i Wolności 1945